# 山室惠
山室 惠（やまむろ めぐみ、1948年3月8日 - ）は、日本の元裁判官、弁護士（弁護士法人 瓜生・糸賀法律事務所顧問）。男性。熊本県熊本市出身。裁判官としては、主に刑事事件を担当した。警察庁「捜査手法、取調べの高度化を図るための研究会」委員。

## 人物
社会的に注目を集めた事件を数多く担当し、中には事件そのものよりも裁判官としては異例ともいえる公判中の発言や説諭で世間の注目を集め、有名な事件となったケースもある。

## 主な担当事件
東京地方裁判所刑事第5部の裁判長として、以下の事件を担当した。
- 1998年5月26日、地下鉄サリン事件の実行犯、林郁夫（被告人）に無期懲役の判決を言い渡した。他の実行犯に死刑判決が出るたびに、無期でよかったのか悩んだという[1][2]。
- 1998年10月23日、同じくオウム真理教事件で坂本堤弁護士一家殺害事件などに関与した岡﨑一明に対しては死刑判決を言い渡した。
- 1999年5月27日、JT女性社員逆恨み殺人事件で、被告人の男に無期懲役の判決を言い渡した（求刑死刑）。控訴後この判決は東京高等裁判所で覆され死刑判決がなされ、最高裁判所で死刑判決が確定、2008年に死刑が執行された。山室は、このとき被告人の男を「強姦された女性が警察に届けるのは当たり前だろう！」と法廷で痛烈に非難したが、同時に男に野次を飛ばす傍聴人達を「もう一回発言したら退廷させます。残念ながら遺族の方でも」と制止している[3]。
- 2001年8月27日、児童買春をした12年後輩の村木保裕元東京高裁判事の裁判で「言葉は悪いが、単なるロリコン、単なるスケベおやじだったのではないのか」などと述べ、最後の公判で何度も頭を下げる村木に対し「まさかこういうことで裁判官を裁くとは思っていなかったよ」と発言をした。これは判例から考え実刑判決を下すことが難しかったことから、裁判官のかばい合いと思われないよう、あえて厳しい発言をしたものであるという[1]。
- 2002年2月19日、三軒茶屋で銀行員を暴行死にいたらしめた少年2人に対し、コンサートで聴き感動したさだまさしの「償い」という曲を引用して説諭した。死亡という結果に対し、懲役3-5年の不定期刑という軽い刑になったことから、心の底から反省を促したいという思いによるものであったという[1]。
- 2003年3月4日、リクルート事件の判決で江副浩正（被告人）に懲役3年・執行猶予5年（求刑懲役4年）を言い渡した。

## エピソード
- 1997年10月から東京地方裁判所部総括判事（裁判長）を務めていたが、2004年1月、他の地裁所長への栄転の内示を受ける。しかし「公判をゼロから作り上げる地裁の裁判長ほど、やりがいのある仕事はない。」という現場へのこだわりがあり、この所長栄転人事を拒否し、退官する旨を最高裁判所事務総局に伝えた。同年4月に退官含みで東京高等裁判所判事に異動となり、同年6月に退官、東京大学法科大学院教授に就任した[1]。
- 検察側、弁護側双方に厳しく、内容の重複した証人尋問には厳しい注意を行い[1]、また、もたついたり、だらだらしていると山室が感じた場合にも注意をするため、強権的という印象を持たれていた。野次る傍聴人に対しても退廷させるなど、厳しい態度をとっていた[4]。司法修習生（研修していた法曹の卵）が法廷で居眠りしている際には叱り付け[1]、「何をやっているのか分かっているのか」と一喝し、退廷させたこともある[4]。
- 自己に対しても厳しく、法廷で眠気を催した際には、金属製クリップの先端で手のひらを刺すなどして、眠気を覚ますように努めていた[1]。

## 略歴
- 熊本県熊本市出身[5]
- 1966年 桐朋高等学校卒業
- 1971年 司法試験合格
- 1972年 東京大学法学部（私法コース）卒業
- 1974年 司法修習修了（26期）、東京地方裁判所判事補任官
- 1976年 米国サザン・メソディスト大学ロー・スクール修了、比較法学修士号（M.C.L）取得
- 1977年 最高裁判所事務総局刑事局付
- 1984年 東京地方裁判所判事
- 1988年 司法研修所教官
- 1989年 司法試験考査委員（憲法）、米国サンタ・クララ大学ロー・スクール客員研究員、サザン・メソディスト大学ロー・スクール客員研究員
- 1994年 司法試験考査委員（刑法）
- 1997年 東京高等裁判所判事
- 1997年 東京地方裁判所判事（部総括）
- 1998年 第二東京弁護士会綱紀委員会参与員
- 1999年 東京都立大学大学院非常勤講師
- 2004年 東京高等裁判所判事。判事退官、弁護士登録（第二東京弁護士会）、弁護士法人キャスト（現弁護士法人 瓜生・糸賀法律事務所）参加、東京大学大学院法学政治学研究科教授（法科大学院専任実務家教員）就任（-2010年９月）
- 2005年 弁護士法人キャスト糸賀（現弁護士法人 瓜生・糸賀法律事務所）参画、富士通株式会社社外監査役就任（～2020年6月）
- 2006年 株式会社アドバンテスト社外監査役就任（～2015年6月）、日本医師会医療事故責任問題検討委員会委員就任（ - 2007年）
- 2007年 TBS「放送と人権」特別委員会委員長就任(～現在）
- 2009年 弁護士会登録換え（第一東京弁護士会）、ニフティ株式会社社外監査役就任（～2016年7月）
- 2010年 日本大学大学院法務研究科教授（-2013年3月）
- 2013年 八千代工業株式会社社外監査役就任（～2020年6月）
- 2015年 株式会社アドバンテスト取締役（監査等委員）就任（～2019年6月）
- 2017年 株式会社応用電子顧問就任
- 2020年 富士通株式会社常勤監査役就任（～2024年6月）
- 2024年 公益社団法人日本臓器移植ネットワーク アドバイザリーボード委員就任（～現在）
- 2024年 日本ファクトチェックセンター監査委員会委員長就任（～現在）

## 著書
- 『刑事尋問技術（改訂版）』（編著）（ぎょうせい、2006年）
- 『アメリカの刑事手続』（ローク・M・リード、井上正仁と共著）（有斐閣、1987年）